# Ville Bonheur
Ville Bonheur är en kommun i Haiti.   Den ligger i departementet Centre, i den centrala delen av landet, 30 km norr om huvudstaden Port-au-Prince.